# Liste von Kraftwerken in Nepal
Die Kraftwerke in Nepal werden sowohl auf einer Karte als auch in Tabellen (mit Kennzahlen) dargestellt. Die Liste ist nicht vollständig.

## Installierte Leistung und Jahreserzeugung
Im Jahre 2012 lag Nepal bzgl. der jährlichen Erzeugung mit 3,431 Mrd. kWh an Stelle 128 und bzgl. der installierten Leistung mit 746 MW an Stelle 131 in der Welt.

## Wasserkraftwerke
In der Tabelle sind nur Wasserkraftwerke mit einer installierten Leistung > 20 MW aufgeführt.
| Name des Kraftwerks | Inst. Leistung (MW) | Fluss        | Status     |
| ------------------- | ------------------- | ------------ | ---------- |
| Bhotekoshi          | 45                  | Bhotekoshi   | in Betrieb |
| Kali Gandaki A      | 144                 | Kali Gandaki | in Betrieb |
| Khimti              | 60                  | Khimti Khola | in Betrieb |
| Kulekhani           | 92                  | Kulekhani    | in Betrieb |
| Marsyangdi          | 69                  | Marsyangdi   | in Betrieb |
| Middle Marsyangdi   | 72                  | Marsyangdi   | in Betrieb |
| Trishuli            | 24                  | Trishuli     | in Betrieb |
| Upper Tamakoshi     | 456                 | Tamakoshi    | in Bau     |

## Geplante Wasserkraftwerke
| Name des Kraftwerks | Inst. Leistung (MW) | Fluss   | Status |
| ------------------- | ------------------- | ------- | ------ |
| Arun III            | 900                 | Arun    | unklar |
| Upper Karnali       | 900                 | Karnali | unklar |